# 드로어즈 (여성 속옷)

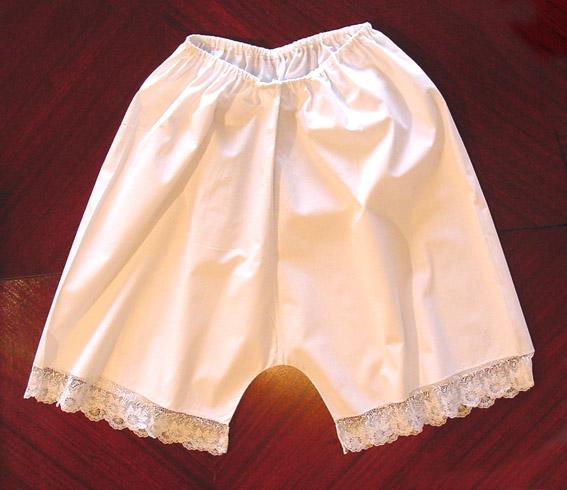
드로어즈

드로어즈(drawers)는 여성용 속옷의 일종이다. 허리 둘레 쯤 오는 반바지 모양의 형태의 속옷으로 스커트 아래에 착용했다. 속옷 중에서는 비교적 완만한 구조이다.